# Leichtathletik-Weltmeisterschaften 2023/Teilnehmer (Turks- und Caicosinseln)
| Goldmedaillen | Silbermedaillen | Bronzemedaillen |
| ------------- | --------------- | --------------- |
| —             | —               | —               |

Die Turks- und Caicosinseln nahmen an den Leichtathletik-Weltmeisterschaften 2023 in Budapest mit einer Athletin teil.

## Ergebnisse

### Frauen

#### Laufdisziplinen
| Athletin           | Disziplin    | Vorlauf     | Vorlauf | Halbfinale | Halbfinale | Finale | Finale |
| Athletin           | Disziplin    | Zeit        | Platz   | Zeit       | Platz      | Zeit   | Platz  |
| ------------------ | ------------ | ----------- | ------- | ---------- | ---------- | ------ | ------ |
| Yanique Haye-Smith | 400 m Hürden | 1:00,08 min | 40      | DNQ        | DNQ        | –      | –      |